# Alberto da Zara
Alberto da Zara (* 1889 in Padua; † 1951 in Foggia) war ein italienischer Vizeadmiral.
In den Gefechten im Juni 1942 behielt er im Kampf gegen die Royal Navy die Oberhand. Er galt als einer der fähigsten und charismatischsten Admirale der Regia Marina. Dennoch zog man ihm wiederholt eher technokratisches Führungspersonal wie Admiral Angelo Iachino vor.
Alberto Da Zara wurde am 10. September 1943, also zwei Tage nach Inkrafttreten des Waffenstillstandes mit den Alliierten, zum Flottenchef ernannt. Er blieb bis September 1946 auf diesem Posten.